# Mancha Real
Mancha Real là một đô thị trong tỉnh Jaén, Tây Ban Nha. Theo điều tra dân số 2005 (INE), đô thị này có dân số là 10187 người.
37°47′B 3°36′T / 37,783°B 3,6°T